# O Mundo (Descartes)

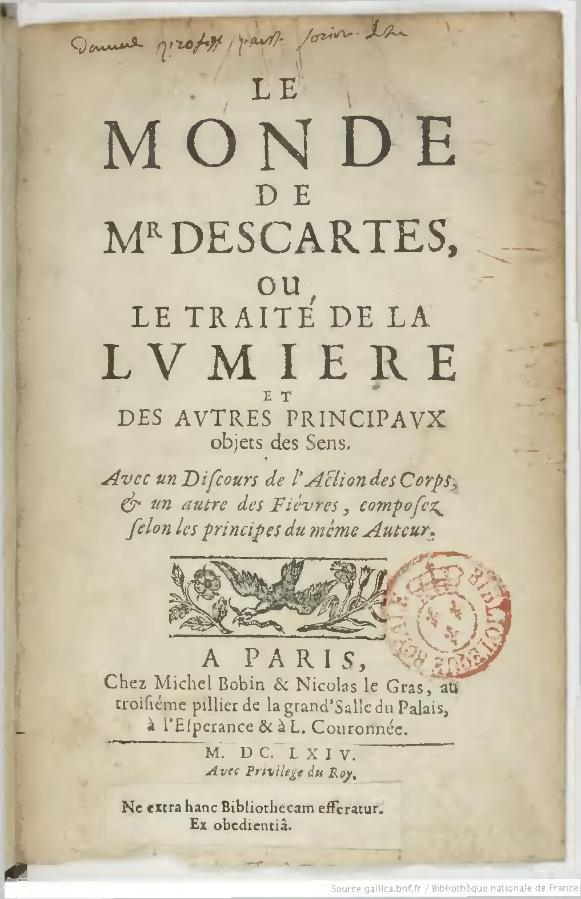
Le Monde, de Descartes, 1664

O Mundo, também chamado Tratado da Luz (título em francês: Traité du monde et de la lumière), é um livro de René Descartes (1596–1650). Escrito entre 1629 e 1633, contém uma versão quase completa de sua filosofia, indo desde o método até a metafísica, passando pela física e biologia.
Descartes defendia a filosofia mecânica, uma forma de filosofia natural popular no século XVII. Ele acreditava que tudo o que há de físico no universo se constitui de minúsculos “corpúsculos” de matéria. Esse corpuscularismo está intimamente relacionado ao atomismo. A principal diferença era que Descartes sustentava a impossibilidade de um vácuo: para ele, toda matéria estaria em constante agitação para impedir o vazio enquanto os corpúsculos se moviam através de outra matéria. Em O Mundo, apresenta-se uma cosmologia corpuscular em que redemoinhos explicam, entre outros fenômenos, a criação do Sistema Solar e o movimento circular dos planetas em torno do Sol.
O Mundo baseia-se na visão heliocêntrica, inicialmente explicitada na Europa Ocidental por Copérnico. Descartes adiou o lançamento da obra ao saber que a Inquisição romana havia condenado Galileu por “suspeita de heresia”, sentenciando-o à prisão domiciliar. Descartes discorreu sobre seu trabalho no livro e sobre a decisão de não publicá-lo em cartas trocadas com o também filósofo Marin Mersenne.
Parte do material de O Mundo foi revisada para publicação em Principia philosophiae ou Princípios da Filosofia (1644), um texto em latim que Descartes pretendia usar para substituir os manuais aristotélicos então utilizados nas universidades. Em Princípios, o tom heliocêntrico foi levemente suavizado por meio de um referencial relativista. O último capítulo de O Mundo foi publicado separadamente como De Homine (Sobre o Homem) em 1662. O restante surgiu em 1664, e o texto completo em 1677.

## Conteúdo deO Mundo
Fonte:
1. Sobre a diferença entre nossas sensações e as coisas que as produzem
2. Em que consistem o calor e a luz do fogo
3. Sobre dureza e liquidez
4. Sobre o vácuo, e por que nossos sentidos não percebem certos corpos
5. Sobre o número de elementos e suas qualidades
6. Descrição de um Novo Mundo, e sobre as qualidades da matéria de que ele é composto
7. Sobre as leis da natureza desse Novo Mundo
8. Sobre a formação do Sol e das estrelas do Novo Mundo
9. Sobre a origem e o percurso dos planetas e cometas em geral; e dos cometas em particular
10. Sobre os planetas em geral e, em especial, sobre a Terra e a Lua
11. Sobre o peso
12. Sobre o fluxo e refluxo do mar
13. Sobre a luz
14. Sobre as propriedades da luz
15. Que a face do céu desse Novo Mundo deve parecer a seus habitantes exatamente como a do nosso mundo

## O vácuo e as partículas na natureza
Antes de Descartes iniciar a exposição de suas teorias físicas, ele apresenta ao leitor a ideia de que não há relação entre nossas sensações e aquilo que as cria, lançando dúvidas sobre a crença aristotélica de que tal relação existiria. Em seguida, descreve como o fogo é capaz de dividir a madeira em partes minúsculas pela rápida movimentação das partículas de fogo na chama. Esse movimento rápido das partículas é o que dá ao fogo seu calor, pois, segundo Descartes, calor não passa de movimento de partículas, e é o que o faz emitir luz.
Para Descartes, o movimento (ou agitação) dessas partículas é o que dá às substâncias suas propriedades (por exemplo, fluidez e dureza). O fogo é o mais fluido e tem energia suficiente para liquefazer a maior parte das outras substâncias, ao passo que as partículas de ar não têm força para fazer o mesmo. Corpos duros têm partículas igualmente resistentes a serem separadas do todo.
Com base em suas observações sobre como a natureza resiste a um vácuo, Descartes concluiu que todas as partículas na natureza estão tão compactadas que não há espaço vazio ou lacuna entre elas.
Descartes descreve as substâncias como compostas de apenas três elementos básicos: fogo, ar e terra, de modo que as propriedades de qualquer substância podem ser caracterizadas pela combinação desses elementos, pelo tamanho e pela disposição das partículas da substância, bem como pelo movimento de tais partículas.

## Leis cartesianas do movimento
Descartes apresenta várias leis que regem o movimento dessas partículas e de todos os outros objetos na natureza:
1. “…cada parte particular da matéria sempre continua no mesmo estado, a menos que a colisão com outras a force a mudar de estado.”
2. “…quando um desses corpos empurra outro, não pode dar a esse segundo nenhum movimento a não ser perdendo ao mesmo tempo tanto de seu próprio movimento…”
3. “…quando um corpo está em movimento…cada uma de suas partes tende sempre a continuar em linha reta” (Gaukroger)

Em Princípios da Filosofia, Descartes acrescentou a essas leis suas proposições sobre colisão elástica.

## O universo cartesiano
Descartes elabora como o universo poderia ter se originado a partir de um caos absoluto e, seguindo essas leis básicas, ter suas partículas organizadas de modo a se assemelhar ao universo que observamos hoje. Uma vez que as partículas no universo caótico começaram a se mover, o movimento geral teria sido circular, pois não existiria vazio na natureza, de modo que, sempre que uma partícula se move, outra deve também mover-se para ocupar o espaço que a primeira partícula ocupava. Esse tipo de movimento circular, ou vórtice, criaria o que Descartes observou como sendo as órbitas dos planetas em torno do Sol, com os objetos mais pesados sendo atirados para fora, e os mais leves permanecendo próximos ao centro. Para explicar isso, Descartes usa a analogia de um rio com detritos flutuantes (folhas, penas etc.) e barcos pesados. Se o rio encontra abruptamente uma curva acentuada, os barcos seguem a terceira lei de movimento de Descartes e colidem com a margem, pois o fluxo das partículas do rio não teria força suficiente para mudar sua direção. Já os detritos leves seguiriam o fluxo, pois as partículas do rio teriam força suficiente para alterar a direção dos detritos. Nos céus, é o fluxo circular de partículas celestes, ou éter, que faz os planetas se moverem em círculo.
Para explicar por que corpos pesados na Terra caem, Descartes recorre à agitação das partículas na atmosfera. As partículas do éter são mais agitadas que as de ar, que, por sua vez, são mais agitadas que as de corpos terrestres (pedras, por exemplo). A agitação maior do éter impede que as partículas de ar escapem para o céu, assim como a agitação do ar força os corpos terrestres — cujas partículas têm agitação menor do que as de ar — a descer em direção ao mundo.

## Teoria cartesiana da luz
Com essas leis de movimento estabelecidas e o universo operando sob elas, Descartes descreve então sua teoria sobre a natureza da luz. Ele acreditava que a luz viajava instantaneamente — algo amplamente aceito à época — como um impulso através das partículas adjacentes na natureza, pois para Descartes não havia vácuo. Para ilustrar, usa o exemplo de um bastão empurrado contra um corpo. Assim como a força sentida em uma extremidade do bastão é instantaneamente transferida e sentida na outra extremidade, o mesmo ocorreria com o impulso luminoso que cruza os céus e a atmosfera, vindo de corpos luminosos até nossos olhos. Descartes atribui à luz 12 propriedades distintas:
1. A luz se propaga radialmente em todas as direções a partir de corpos luminosos
2. Ela se estende a qualquer distância
3. Ela viaja instantaneamente
4. Viaja, normalmente, em linhas retas ou raios
5. Vários raios podem vir de pontos diferentes e se encontrar em um mesmo ponto
6. Vários raios podem partir de um mesmo ponto e se propagar em direções diferentes
7. Vários raios podem atravessar o mesmo ponto sem se impedirem
8. Se os raios tiverem força muito desigual, podem às vezes se obstruir

Além disso:
- 9) e 10) Raios podem ser desviados pela reflexão ou pela refração
- 11) e 12) A força de um raio pode ser aumentada ou diminuída pela disposição da matéria que o recebe